# 热斯坦街道
热斯坦街道，是中华人民共和国新疆维吾尔自治区阿克苏地区库车市下辖的一个乡镇级行政单位。

## 行政区划
热斯坦街道下辖以下地区：
热斯坦社区、帕合塔巴扎社区、欧尔达巴格社区、林基路社区、苏库吾克社区、古勒巴格社区和科克其买里社区。